# Großsteingrab Henkenstein
Das Großsteingrab Henkenstein (auch Großsteingrab Midlum 1 genannt) bei Midlum im Land Wursten in Niedersachsen mit der Sprockhoff-Nr. 606 entstand zwischen 3500 und 2800 v. Chr. als Megalithanlage der Trichterbecherkultur (TBK).
Der erhaltene Teil ist das Westende einer größeren Kammer. Ein großer Deckstein und 3 Tragsteine sind in situ erhalten und sehen aus wie die Reste eines einfachen Dolmen, was sie nicht sind. Überreste des Grabhügels blieben erhalten und nach E. Sprockhoff hatte das Grab ursprünglich eine Länge von 6 bis 8 m, was einem regiontypischen Ganggrab entsprechen würde.
Nach der Literatur des 19. Jahrhunderts betrachtete die Bevölkerung diese Art von Anlagen  als vorchristlichen Altar.